# Phylica
Phylica ist eine Gattung aus der Familie der Kreuzdorngewächse (Rhamnaceae). Sie umfasst rund 150 meist im südlichen Afrika beheimatete Arten.

## Beschreibung
Phylica sind immergrüne Zwergsträucher, selten auch kleine Bäume. Ihre Blätter stehen wechselständig zueinander, Nebenblätter fehlen.
Die zweigeschlechtigen Blüten stehen in engen, kopfigen Thyrsen und weisen äußerst behaarte Tragblätter auf. Der über den Fruchtknoten hinausragende Blütenbecher ist glockenförmig bis zylindrisch, ein Diskus kann vorhanden sein oder fehlen. Anders als bei vielen Gattungen der Familie sind Kronblätter in der Regel vorhanden. Der Fruchtknoten ist unterständig und dreifächrig. Die Früchte sind Explosionsfrüchte, die Samen arillat.

## Verbreitung und Systematik
Die Phylica umfassen rund 150 Arten. Verbreitungsschwerpunkt ist das südliche Afrika bis in den Süden Tansanias sowie Madagaskar, einige Arten finden sich aber auch auf südatlantischen bis subantarktischen Inseln. Innerhalb der Kreuzdorngewächse wird sie in die Tribus Rhamneae eingeordnet. Zu den Arten zählen:
- Phylica arborea Thou.: Amsterdam-Insel und Gough-Insel.
- Phylica nitida Lam.: Mauritius und Réunion.[2]
- Phylica polifolia (Vahl) Pillans: Westliches St. Helena.[2]
- Phylica pubescens Aiton: Südafrika.[2]

## Nachweise
1. 1 2 3  D. Medan, C. Schirarend: Rhamnaceae In: Klaus Kubitzki (Hrsg.): The Families and Genera of Vascular Plants - Volume VI - Flowering Plants - Dicotyledons - Celastrales, Oxalidales, Rosales, Cornales, Ericales, 2004, S. 332, ISBN 978-3-540-06512-8
2. 1 2 3  Datenblatt Phylica bei POWO = Plants of the World Online von Board of Trustees of the Royal Botanic Gardens, Kew: Kew Science.